# Rehnuciera elegantula
Rehnuciera elegantula är en insektsart som först beskrevs av Rehn, J.A.G. 1916.  Rehnuciera elegantula ingår i släktet Rehnuciera och familjen gräshoppor. Inga underarter finns listade i Catalogue of Life.